# Clavatula matthiasi
Clavatula matthiasi is een slakkensoort uit de familie van de Clavatulidae. De wetenschappelijke naam van de soort is voor het eerst geldig gepubliceerd in 2008 door Nolf.